# جون آرثر باري
جون آرثر باري (بالإنجليزية: John Arthur Barry)‏ هو صحفي أسترالي، ولد في 1850 في توركاي في المملكة المتحدة، وتوفي في 23 سبتمبر 1911 في North Sydney ‏ في أستراليا.